# Campionati asiatici di judo 1970
I Campionati asiatici di judo 1970 sono stati la 2ª edizione della competizione organizzata dalla Asian Judo Union.
Si sono svolti a Kaohsiung, a Taiwan.

## Medagliere
| Pos.   | Nazione       | Oro | Argento | Bronzo | Totale |
| ------ | ------------- | --- | ------- | ------ | ------ |
| 1      | Giappone      | 5   | 2       | 0      | 7      |
| 2      | Corea del Sud | 1   | 3       | 2      | 6      |
| 3      | Taipei cinese | 0   | 1       | 1      | 2      |
| 3      | Filippine     | 0   | 0       | 3      | 3      |
| 5      | Singapore     | 0   | 0       | 1      | 1      |
| 5      | Indonesia     | 0   | 0       | 1      | 1      |
| Totale | Totale        | 6   | 6       | 12     | 24     |

## Podi

### Uomini
| Evento        | Oro               | Argento         | Bronzo                        |
| fino a 63 kg  | Takao Kawaguchi   | Yoon Gong-Hwa   | Chi Hardjasa                  |
| fino a 70 kg  | Toyokazu Nomura   | Kim Dae-Geun    | Geronimo Dyogi Huang          |
| fino a 80 kg  | Choi Kyu-Bon      | Seichi Goto     | Garcia Huang                  |
| fino a 93 kg  | Tsukio Kawahara   | Hsu             | Chyung Lee-Su Fernando Garcia |
| oltre a 93 kg | Kazuhiro Ninomiya | Chyung Sam-Hyun | Zheng Kan                     |
| Open          | Motoki Nishimura  | Tsukio Kawahara | Chyung Sam-Hyun Hsu           |